# Eva Suchánková
Eva Suchánková (* 12. ledna 1935 Olomouc) je česká pedagožka a amatérská herečka, zakladatelka Divadelního spolku Historia.

## Životopis
Vystudovala Gymnázium Jiřího Wolkera v Prostějově, poté pracovala jako konstruktérka ve Stavoprojektu a později jako vychovatelka. Při práci vystudovala Oděvní průmyslovku, Pedagogickou fakultu Univerzity Palackého a loutkářství na Divadelní fakultě Akademie múzických umění v Praze. V letech 1977–1992 učila na základních uměleckých školách v Prostějově a Plumlově. V roce 1990 založila Divadelní spolek Historia, který se věnoval historickým scénkám v dobových kostýmech, ale i přednáškám o dějinách oděvnictví a adaptacím divadelních her.
V roce 2007 obdržela historicky první Cenu města Prostějova, o 8 let později Medaili Ministerstva školství, mládeže a tělovýchovy 1. stupně za dlouhodobou vynikající pedagogickou činnost.